# George Lillo

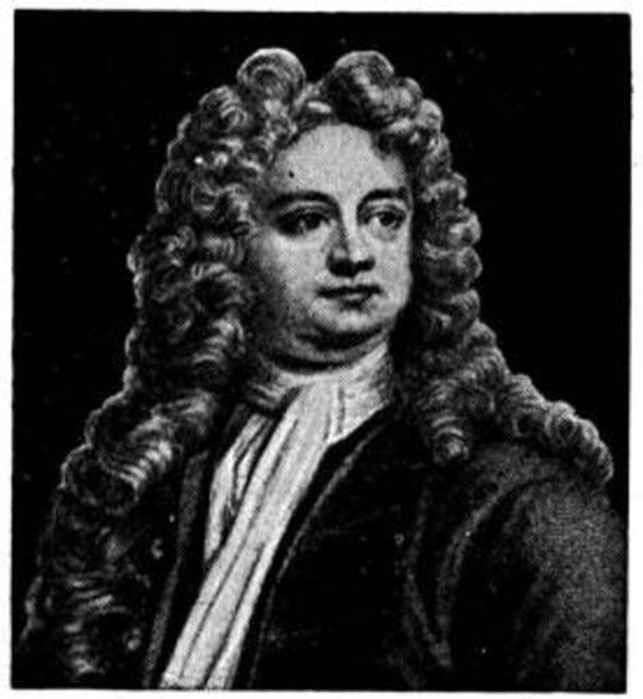
George Lillo.

George Lillo (ur. 4 lutego 1693 w Londynie, zm. 3 września 1739 tamże) – angielski dramaturg.
Był synem holenderskiego złotnika. Był w Anglii pionierem gatunku nazwanego "tragedią domową". Prozą napisał m.in. dramat mieszczański Kupiec londyński (wyd. pol. ukazało się w 1955 w zbiorze Angielski dramat mieszczański XVIII w.), a białym wierszem utwór Fatal Curiosity z 1736. Kupiec londyński był oparty na starej balladzie i inspirowany elżbietańskim dramatem namiętności; opowiada o londyńskim uczniu, który trzykrotnie okrada swojego mistrza i morduje jego wuja, a w końcu okazuje skruchę; mimo to zostaje stracony.

## Twórczość
- Silvia, or The Country Burial (1730)
- The London Merchant (1731)
- Britannia and Batavia (1734)
- The Christian Hero (1735)
- Fatal Curiosity (1737)
- Marina (1738)
- Elmerick, or Justice Triumphant (1740)